# Sargus flavipennis
Sargus flavipennis är en tvåvingeart som beskrevs av Macquart 1838. Sargus flavipennis ingår i släktet Sargus och familjen vapenflugor. Inga underarter finns listade i Catalogue of Life.